# Cláudia Cícero Santos
Cláudia Cicero dos Santos Sabino (Carapicuiba, 4 de agosto de 1977), é uma remadora paralímpica brasileira. Ela é campeã mundial e bicampeã brasileira de remo e já participou quatro vezes dos Jogos Paralímpicos.

## Biografia
Em 2000, Cláudia sofreu um acidente de trânsito na Rodovia Raposo Tavares, em São Paulo, quando saía do trabalho. Como resultado, teve que passar por uma amputação total da perna direita. Em 2005, Cláudia iniciou sua jornada na natação, e em 2007, aos 29 anos, ela conheceu o remo adaptado. Surpreendentemente, em apenas oito meses de treino, participou do Mundial de Munique, onde conquistou a tão almejada medalha de ouro.
Em outubro de 2021, Cláudia passou por uma extensa cirurgia, na qual teve a tela abdominal substituída, e novembro de 2022, houve a necessidade de remover a tela devido a uma infecção crônica. Ela permaneceu afastada e só retornou aos treinos no final de fevereiro de 2023. No entanto, ao voltar, ela sofreu um AVC. Surpreendentemente, já no início de abril, ela estava se dedicando intensamente aos treinos visando ao campeonato Brasileiro, que teve lugar em junho de 2023. Em virtude do AVC, o médico do Clube determinou um afastamento de 22 dias, aguardando a conclusão dos resultados dos exames.
Foi a primeira atleta brasileira a conquistas uma vaga nos Jogos Paralimpíacos de Paris de 2024. A remadora assegurou sua vaga ao conquistar a final B no PR1 1xW e alcançar o sétimo lugar geral no Campeonato Mundial de Belgrado, na Sérvia. Esta conquista paralímpica é ainda mais notável considerando a incrível superação da atleta, que permaneceu afastada do esporte por quase dois anos.

## Títulos
Campeonato Mundial de Remo
- Ouro: 2007 (Munique) e 2012 (Indoor de Boston)[2]
- Prata: 2010 (Nova Zelândia)[2]
- Bronze: 2013 (Coreia do Sul)[2]

Copa do Mundo de Remo
- Prata: 2012 (Munique)[2]
- Bronze: 2010 (Eslovênia) e 2012 (Itália)[2]

Campeonato Brasileiro de Paracanoagem
- Ouro: 2018 (2 medalhas)[5]